# Trachypachidae
Die Trachypachidae sind eine artenarme Familie der Käfer innerhalb der Adephaga. Die Familie umfasst zwei Gattungen und sechs Arten.

## Merkmale

### Käfer
Die Käfer sind 3,8 bis 7 Millimeter lang, schwarz und haben eine mehr oder weniger glatte und glänzende Körperoberfläche. Die Gattung Systolosoma hat eine metallisch glänzende Oberflächenstruktur. Die Käfer sehen Laufkäfern ähnlich und haben zwischen Pronotum und Deckflügeln eine deutliche Einschnürung. Der Kopf hat nach vorne gerichtete Mundwerkzeuge und ist verhältnismäßig kurz. Die Facettenaugen sind gut entwickelt und treten leicht hervor. Die Fühler sind fadenförmig, das letzte Segment hat einen schwachen Flaum. Die Deckflügel sind bei der Gattung Trachypachus großteils glatt und sind nur schwach punktförmig strukturiert. Die Gattung Systolosoma besitzt auf ihnen unregelmäßige Flecken mit metallischem Glanz. Am Hinterleib sind das dritte und vierte Sternit verwachsen, das letzte, siebte Sternit ist breit abgerundet.

### Larven
Die Larven sind langgestreckt und leicht abgeflacht. Ihre Seitenränder sind nahezu parallel. Die sklerotisierten Teile des Körpers sind bräunlich. Der nach Kopf hat nach vorne gerichtete Mundwerkzeuge und trägt sechs Punktaugen (Ocelli). Die Fühler sind viergliedrig. Die Mandibeln sind verhältnismäßig kurz. Der Stipes ist kurz, die Lacinia fehlt. Die Galea ist zweigliedrig. Das Pronotum ist größer als die nachfolgenden Segmente. Die Beine tragen doppelte Klauen. Das neunte Hinterleibssegment ist normal entwickelt, die hornartigen Urogomphi sind mit ihm entweder verbunden oder fehlen, wie bei Systolosoma breve.

## Lebensweise
Über die Lebensweise dieser Familie ist nur wenig bekannt. Roy Crowson bezeichnete die Familie als Bewohner von feuchten Lebensräumen, jedoch sind sowohl die Larven als auch die Imagines aller Trachypachus-Arten xerophil und dies unabhängig von angrenzenden Gewässern. Von Trachypachus gibbsii ist bekannt, dass er Sandbänke von Flüssen mit Pappelbewuchs in trockenem Schotter und feinem Sand, der mit Laub bedeckt ist, bewohnt. Trachypachus holmbergi lebt auf offenen oder leicht beschatteten Stellen, die mit Laub oder Nadeln bedeckt sind. Systolosoma breve besiedelt Regenwälder, Systolosoma lateritium wurde in Wäldern mit Bewuchs von Coihue-Südbuche (Nothofagus dombeyi) und Lenga-Südbuche (Nothofagus pumilio) nachgewiesen.
Die Käfer und ihre Larven leben räuberisch und fressen ihre Opfer mittels extraintestinaler Verdauung. Über die Beutetiere und das Jagdverhalten ist nichts bekannt. Auch über die Anzahl der Larvenstadien ist bislang nichts bekannt.

## Systematik und Vorkommen
Die Monophylie der Trachypachidae ist vor allem durch Autapomorphien der Larven unterstützt. Dies umfasst unter anderem das Fehlen von Sinneshärchen an der Seite des dritten Fühlergliedes, stattdessen befindet sich ein Sinnesfeld auf der Ventralseite, die Spitze des dritten Maxillartasters besitzt zusätzliche Härchen und das neunte Tergit trägt acht Borsten. Die Imagines sind durch die Form der Paramere von den anderen Familien der Käfer abgegrenzt.
Die Gattung Trachypachus umfasst vier Arten. Trachypachus zetterstedtii ist paläarktisch verbreitet, die anderen drei Arten kommen im westlichen Nordamerika vor. Trachypachus holmbergi ist von Kalifornien bis Alberta, Trachypachus gibbsii von der südlichen Sierra Nevada bis zur Südspitze von British Columbia und Trachypachus slevini im Westen von Oregon und Washington verbreitet. Die Gattung Systolosoma umfasst zwei Arten die in Zentral- und Südchile vorkommen: Systolosoma breve und Systolosoma lateritium. Die Unterfamilie Eodromeinae mit sechs Gattungen ist nur durch fossile Funde aus der Trias, dem Jura und der frühen Kreide aus Asien und vermutlich auch dem späten Jura aus Europa bekannt.

## Belege